# Mattia Gaspari
Mattia Gaspari (Pieve di Cadore, 14 de septiembre de 1993) es un deportista italiano que compite en skeleton. Ganó una medalla de bronce en el Campeonato Mundial de Skeleton de 2020, en la prueba por equipos mixtos.

## Palmarés internacional
| Campeonato Mundial | Campeonato Mundial   | Campeonato Mundial | Campeonato Mundial |
| Año                | Lugar                | Medalla            | Prueba             |
| ------------------ | -------------------- | ------------------ | ------------------ |
| 2020               | Altenberg (Alemania) | Medalla de bronce  | Equipo mixto       |